# Neeltje Prins-van den Broek
Neeltje Prins-van den Broek (Soest, 29 december 1886- aldaar, 24 februari 1981) was huisvrouw en kunstenaar.
Neeltje van den Broek was dochter van Jacobus van den Broek en Dina Jurdes. Ze huwde Albert Prins. Ze schilderde met olieverf op board. Haar werk wordt gerekend tot het Nederlands naïef realisme. Voor haar werk ontving ze in november 1967 de CO-OPprijs Utrecht. Zij was lid van de Amsterdamse vereniging De Zondagsschilders.

## Exposities
- 1967 - CO-OP schilder- en tekenwedstrijd, de Doelen Rotterdam
- 1970 -  Meesters der Europese Naïeven, Bonnefantenmuseum Maastricht